# Chálid Asaad
Chálid Asaad (arabská výslovnost: ɐlʔæsʕæd, arabsky خالد الأسعد‎, 1932 nebo 1934 – 18. srpna 2015) byl syrský archeolog a správce památek města Palmýry, které patří do seznamu Světového dědictví UNESCO. Byl v této pozici déle než 40 let. 18. srpna 2015 byl veřejně popraven teroristy z hnutí Islámský stát.

## Dětství, vzdělání a rodina
Asaad se narodil v Palmýře a strávil tam většinu svého života. Vystudoval univerzitu v Damašku a získal diplom z historie. Měl jedenáct dětí, šest synů a pět dcer.

## Kariéra

### Archeolog
Věnoval se vykopávkám v Palmýře a obnově jejích památek. Stal se hlavním správcem památek v Palmýře v roce 1963. Spolupracoval s kolegy archeology ze Spojených států, Německa, Polska, Francie a Švýcarska. Dosáhl zapsání Palmýry do seznamu Světového kulturního dědictví UNESCO. Plynně hovořil aramejsky a až do roku 2011 pravidelně překládal.
V roce 2003 byl členem syrsko-polského týmu, který objevil mozaiku ze 3. století zobrazující souboj člověka s okřídleným stvořením. Popsal ji jako "jeden z nejcennějších objevů kdy učiněných v Palmýře". V roce 2001 ohlásil objev 700 stříbrných mincí ze 7. století se zobrazením králů Husrava I. a Husrava II., kteří patřili k dynastii, jež vládla Persii před jejím ovládnutím muslimy.
Byl vyhledávaným mluvčím na konferencích, kde prezentoval výsledky svého rozsáhlého výzkumu. Jeho pozitivní význam pro Palmýru a jeho historická erudice byly velmi vysoce hodnoceny předními akademiky a výzkumníky z oboru. Když v roce 2003 odešel do důchodu, převzal jeho dílo syn Wáled. Spolu byli v srpnu 2015 zadrženi po ovládnutí Palmýry Islámským státem, když byl pak otec zavražděn, nebylo o osudu jeho syna nic známo.

### Politika
V roce 1954 vstoupil do syrské strany Baas, nebylo ale jisté, zda patřil k aktivním podporovatelům režimu Bašára Asada. Deník The Economist ale zaznamenal některá svědectví, že byl Asadovým "věrným příznivcem".

## Smrt
V květnu 2015 oblast města Tadmur (moderního města Palmýra) a přilehlé památky obsadili ozbrojenci z hnutí Islámský stát (ISIS). Chálid Asaad pomáhal evakuaci sbírek místního muzea před příchodem islamistů. Při obsazení byl zadržen a ISIS se ho snažil přimět, aby prozradil, kam byly cenné památky ukryty. 18. srpna 2015 byl zavražděn v Tadmuru. Za přihlížení davu mu byla sťata hlava. Podle cedule, kterou měl po vraždě pověšenou na prsou, ho ISIS popravil za odpadlictví, zastupování Sýrie na "konferencích nevěřících", vedení palmýrských "modloslužeben", návštěvu "kacířského Íránu" a za kontakty s bratrem, který působil v syrských tajných službách. Asadovo tělo bylo objeveno v roce 2021 východně od Palmýry.

### Reakce
Jeho smrt odsoudili nejen jeho kolegové v Sýrii, ale také v zahraničí, např. italský ministr pro památky a turistiku Dario Franceschini, který nechal vlajky na všech italských muzeích spustit na Asaadovu památku na půl žerdi, generální ředitelka UNESCO Irina Bokovová a další.

## Vyznamenání
- V roce 1998 byl v Polsku vyznamenán Řádem cti Polské republiky.[13]

## Výběr z díla
- ASAAD, Khaled. Nouvelles découvertes archéologiques en Syrie. Damascus: Direction général des antiquités et des musées, 1980. OCLC 602249622 (francouzsky); 2. vydání 1990.
- ASAAD, Khaled; BOUNNI, Adnan. Palmyra. Geschichte, Denkmäler, Museum. Damascus: Direction général des antiquités et des musées, 1984. (německy)
- GAWLIKOWSKI, Michael; ASAAD, Khaled. Palmyra and the Aramaeans. ARAM periodical 7.  Oxford: The ARAM Society for Syro-Mesopotamian Studies, 1995. (anglicky)
- ASAAD, Khaled. Restoration Work at Palmyra. ARAM Periodical 7.  Oxford:  1995, s. 9–17. (anglicky)
- ASAAD, Khaled; YON, Jean-Baptiste. Inscriptions de Palmyre. Promenades épigraphiques dans la ville antique de Palmyre. Beirut: Institut Français d’Archéologie du Proche-Orient, 2001. ISBN 2-912738-12-1. (francouzsky)
- ASAAD, Khaled; SCHMIDT-COLINET, Andreas. Palmyras Reichtum durch weltweiten Handel. Archäologische Untersuchungen im Bereich der hellenistischen Stadt. Holzhausen, Vienna: [s.n.], 2013. 2 svazky. ISBN 978-3-90286-863-3. (německy)